# Masjid Al-Dahab

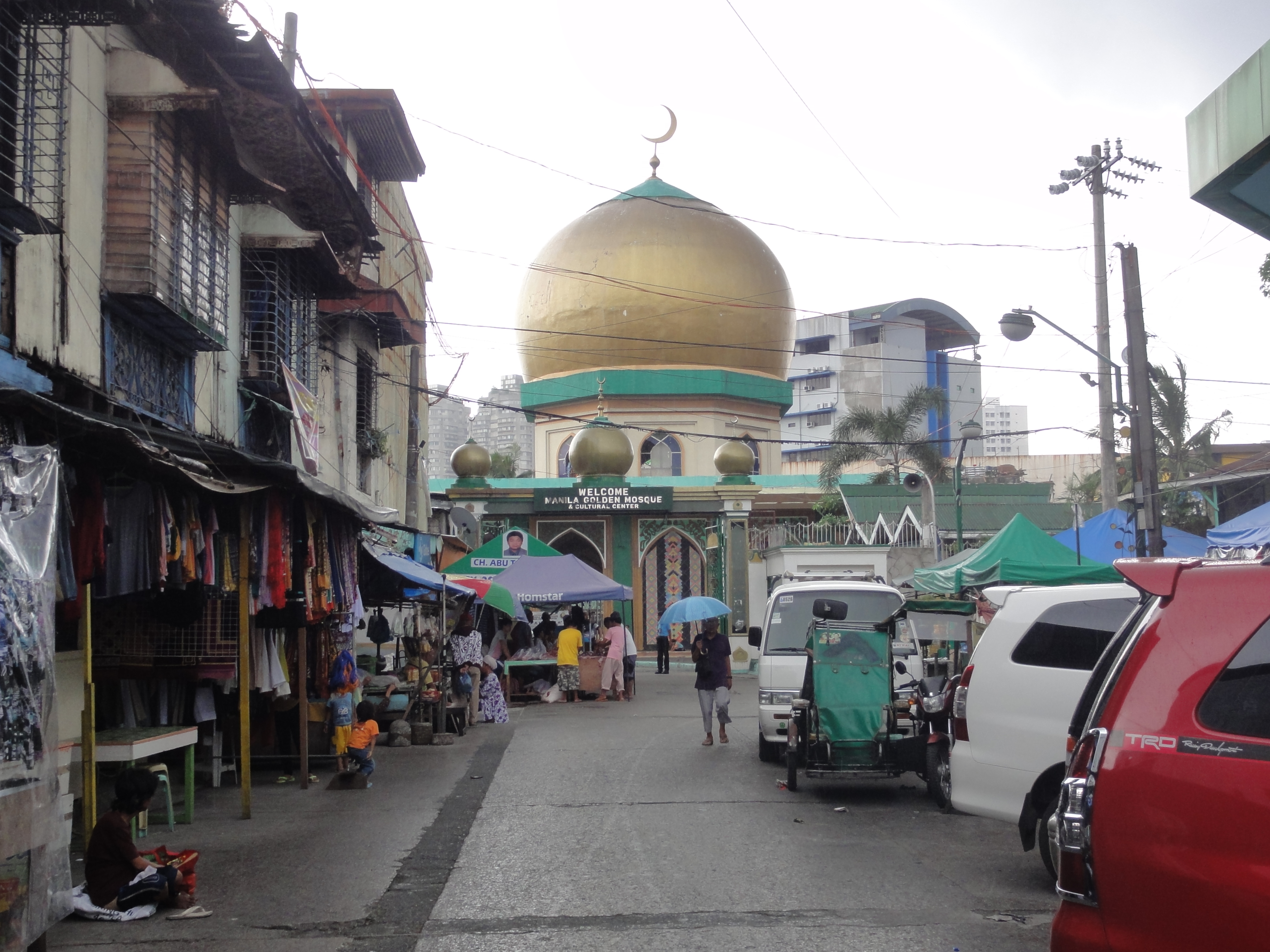
Masjid Al-Dahab Moschee

Masjid Al-Dahab (oder Die goldene Moschee; Filipino: Moskeng Ginto; Spanisch: Mezquita del Globo de Oro) befindet sich in dem früher von Muslimen dominierten Quiapo-Viertel in Manila und gilt als die größte Moschee im Großraum Manila. Die goldene Moschee hat ihren Namen, weil ihre Kuppel in schimmerndem Gold leuchtet. Unter der Leitung der früheren philippinischen First Lady Imelda Marcos, wurde sie im Jahr 1976 für den Besuch des libyschen Präsidenten Muammar al-Gaddafi erbaut, obwohl sein Besuch abgesagt wurde. Sie dient nun der muslimischen Gemeinde Manilas und sie ist gewöhnlich überfüllt zum Freitagsgebet.
Das Minarett ist inzwischen vollständig und die Kuppel teilweise verrostet. Inzwischen wurden Renovierungsarbeiten eingeleitet.
Die Moschee fasst 3000 Gläubige.